# Ольгіно (Санкт-Петербург)

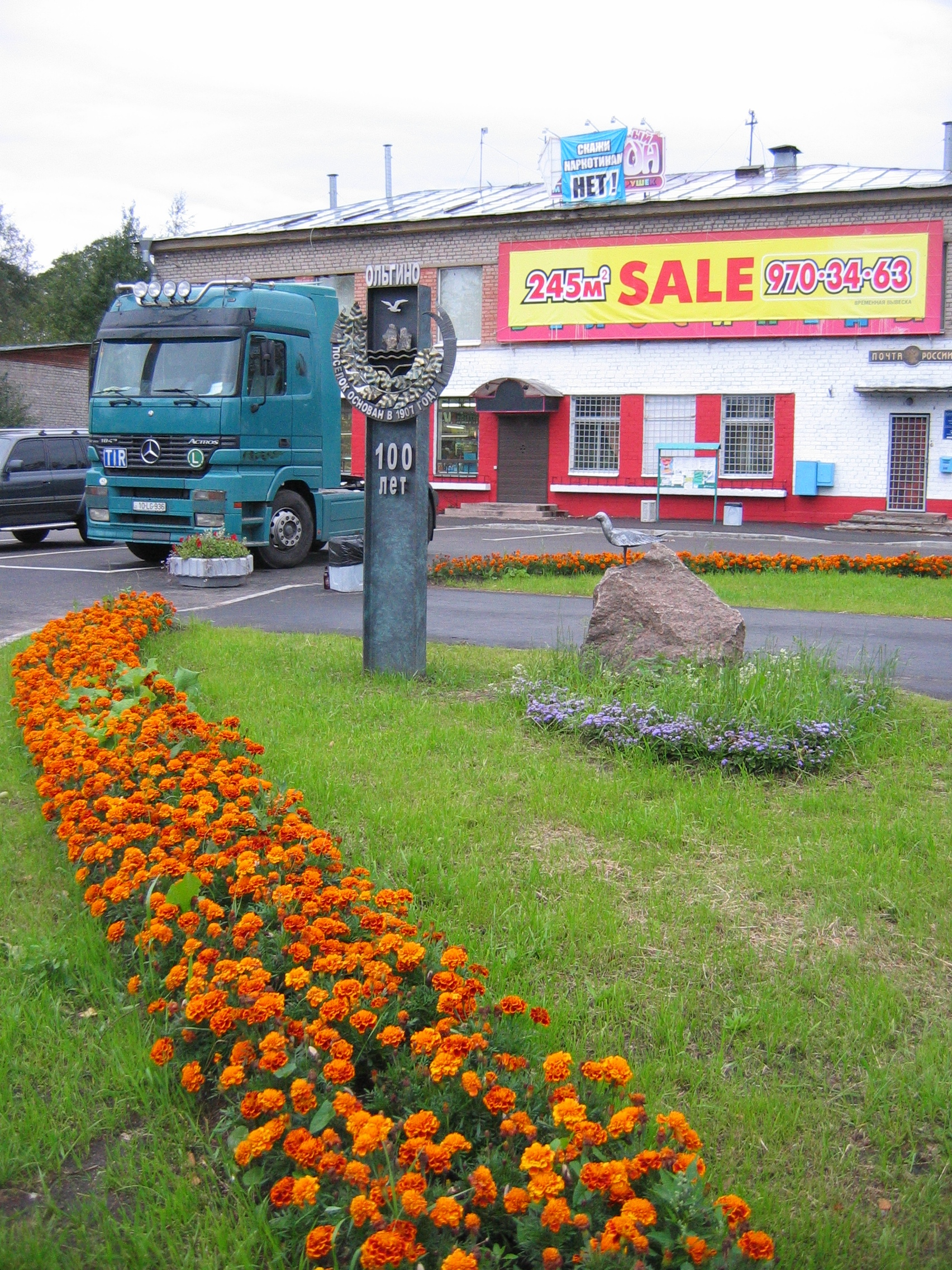
Пам'ятний знак на честь 100-річчя Ольгіна

О́льгіно (рос. Ольгино) — історичний район Санкт-Петербурга, входить до Приморського району міста. Примикає до Лахти з півночі. Включений у межі Санкт-Петербурга 17 січня 1963 року. Входить до складу внутрішньоміського муніципального округу Лахта-Ольгіно.

## Офіс тролів
З літа 2013 року в Ольгіні була розташована база, з якої щонайменше сотні тролів за гроші постійно здійснювали поширення повідомлень через Інтернет для обслуговування російської пропаганди. У жовтні 2014 року стало відомо, що база з Ольгіна переїхала на вулицю Савушкіна в тому самому Приморському районі Санкт-Петербурга.